# Дзержинский (пограничный сторожевой корабль)
«Дзержинский» — советский и российский Краснознаменный пограничный сторожевой корабль I ранга проекта 11351, с 1985 года состоявший на вооружении МЧПВ КГБ СССР и с 1991 года — на вооружении МЧПВ ФСБ Российской Федерации.

## История

### ПСКР «Дзержинский» I поколения
Пограничный сторожевой корабль «Дзержинский» I поколения, вместе с кораблём ПСКР «Киров» I поколения, был заказаны морпогранохраной НКВД СССР для изготовления итальянской судоверфи «Ансальдо». Корабли принимались заказчиком без вооружения, которое устанавливалось самостоятельно. Корабли «Дзержинский» («PS-8») и «Киров» («PS-26») в ноябре 1934 года перешли на Дальний Восток во Владивосток, без вооружения, с итальянскими экипажами и под итальянским флагом. Корабли были приняты заказчиком и в 1935 года вошли в состав морпогранохраны НКВД СССР.
В годы Великой Отечественной войны ПСКР «Дзержинский» находился в оперативном подчинении Тихоокеанского флота Военно-Морского Флота СССР.
Первый сторожевой корабль «Дзержинский», в качестве десантного корабля, принимал участие в Курильской десантной операции в 1945 году и «за доблесть и мужество, проявленные его экипажем, награждён Орденом Красного знамени». По существующей традиции, после списания, имя корабля «Дзержинский» и Орден Красного знамени были переданы новому пограничному сторожевому кораблю — ПСКР «Дзержинский» II поколения.

### ПСКР «Дзержинский» II поколения
После списания корабля «Дзержинский» I поколения, его имя было присвоено пограничному сторожевому кораблю проекта 264А, служившему на Камчатке с 1959 по 1984 годы.
Затем, по существующей традиции, имя корабля «Дзержинский» и Орден Красного знамени были переданы новому пограничному сторожевому кораблю, принятого в состав Морских частей Пограничных войск КГБ СССР в мае 1985 года. С вступлением в строй в мае 1985 года кораблю I ранга «Дзержинский» ПСКР (корабль с именем «Дзержинский» III поколения) проекта 1135-1 был передан Орден Красного знамени, который по сей день отображается на флаге корабля, носящего славное имя".

### ПСКР «Дзержинский» III поколения
Краснознаменный пограничный сторожевой корабль (КПСКР) III поколения «Дзержинский»), носящий славное имя Феликса Эдмундовича Дзержинского, заложен 20 января 1983 года на эллинге Керченского судостроительного завода «Залив» им. П.Бутомы (заводской номер корабля № 202). 11 января 1984 года корабль зачислен в списки кораблей Морских частей Пограничных войск КГБ СССР. Спущен на воду 2 марта 1984 года. Вступил в строй 29 декабря 1984 года.
Приказом начальника Краснознаменного Западного пограничного округа № 122 от 12 мая 1985 года был установлен день торжественного подъёма Военно-Морского флага кораблей ПВ КГБ СССР и гюйса — 19 мая 1985 года.
19 мая 1985 года на пограничном сторожевом корабле I ранга проекта 11351 «Дзержинский» был поднят Военно-морской ведомственный флаг кораблей и судов Погранвойск КГБ СССР.
КПСКР «Дзержинский» III поколения с 15 августа по 24 сентября 1985 года совершил переход через Суэцкий канал из Севастополя во Владивосток и вошел в состав Камчатской 1-й дивизии пограничных сторожевых кораблей (1-й ДиПСКР) Тихоокеанского Пограничного округа. В настоящее время КПСКР «Дзержинский» III поколения участвует в охране Государственной границы, экономической зоны Российской Федерации и рыболовных промыслов у побережья Камчатки, Чукотки и островов Курильской гряды, в Беринговом и Охотском морях. Сторожевой корабль «Дзержинский» III поколения по сей день эффективно несет службу по охране Государственной границы и экономической зоны Российской Федерации.
Бортовые номера КПСКР «Дзержинский» III поколения: № 054 (1984г), № 169 (1985г), № 055 (05.1987г), № 097 (05.1990г), № 158 (2000г)
Заводской номер пограничного сторожевого корабля I ранга «Дзержинский» III поколения: 202.
- 11 января 1984 года — зачислен в списки кораблей морских частей пограничных войск КГБ СССР.
- 20 января 1983 года — заложен на эллинге Керченского судостроительного завода «Залив».
- 2 марта 1984 года — спущен на воду пограничный сторожевой корабль I ранга «Дзержинский» III поколения.
- 19 мая 1985 года — на пограничном сторожевом корабле I ранга III поколения, проекта 11351 «Дзержинский» был поднят Военно-морской ведомственный флаг кораблей и судов Погранвойск КГБ СССР.

КПСКР «Дзержинский» III поколения некоторое время был единственным Краснознаменным кораблем в составе Береговой охраны РФ. Списан в 2023 г.

## Командиры КПСКР «Дзержинский» III поколения
- 13.2.1984 — 14.4.1986 г. — капитан 1 ранга Рагоньян Левон Ардашевич
- 14.4.1986 — 04.10.1988 г. — капитан 3 ранга Чистяков Александр Александрович
- 04.10.1988 — 04.10.1995 г. — капитан 3 ранга Сытник Александр Иванович
- 04.10.1995 — 14.1.1996 г. — капитан 2 ранга Кизим Владимир Васильевич
- 14.1.1996 — 6.11.1998 г. — капитан 3 ранга Ишутин Андрей Дмитриевич
- 31.12.1998 — 10.1.2001 г. — капитан 2 ранга Монахов Алексей Владимирович
- 2001—2015 гг. — капитан 1 ранга Дедов Андрей Анатольевич
- 2015—2019 гг. — капитан 1 ранга Вугринчук Василий Васильевич